# The Music Factory
TMF (The Music Factory) war ursprünglich ein niederländischer Jugend- und Musiksender, welcher hauptsächlich Musikvideos ausstrahlte. Gesendet wurde aus den Studios in Amsterdam. Zielgruppe waren vor allem Jugendliche. TMF wurde 1995 durch Lex Harding gegründet. Neben TMF in Belgien gab es auch Ableger in Australien, dem Vereinigten Königreich und Irland.
Im Jahr 2002 wurde der bis dahin eigenständige Musiksender von Viacom übernommen, zu denen auch die internationale MTV Group gehört. Bis 2015 wurden alle Sender eingestellt und durch andere Viacom-Marken wie Viva und MTV ersetzt.

## Geschichte

### TMF Nederland

Letztes TMF Nederland-Logo

TMF Nederland startete am 1. Mai 1995 unter der Regie von Lex Harding, sowie Herman Brakman, Ewart van der Horst und dem Multimediaunternehmen Arcade. Bis zu diesem Zeitpunkt gab es kein eigenes, niederländisches Musikfernsehen. In den meisten Städten und Gemeinden konnte man lediglich das englischsprachige MTV Europe empfangen. In der Anfangszeit hatte der Sender nur einen kleinen Bekanntheitsgrad, was sich jedoch schnell änderte.
Der erste Musikclip auf TMF Nederland war Too Much Love Will Kill You von Brian May.
In den ersten Monaten sendete TMF als TMF6 und musste sich in vielen Kabelnetzen den Sendeplatz mit TV10 Gold teilen. So sendete TMF vorerst acht Stunden am Tag, von 16:00 bis 0:00 Uhr. In der restlichen Sendezeit wurden mit Trailer auf die Sendungen hingewiesen.
Im Herbst 1995 wurden die Pläne TV10 Gold in TV10 umzuwandeln umgesetzt. Damit erhielt TMF einen neuen, eigenen Sendeplatz. Zeitgleich starteten die Sender SBS 6 und Veronica, welche beide einen Anspruch auf Kanal 6 erhoben. SBS 6 gewann diesen Streit, TMF ersetzte die 6 daraufhin durch eine 9 (TMF6 zu TMF9).
Nach der Übernahme durch MTV verschwand die 9 aus dem Logo von TMF. Obwohl die 9 später wieder Teil des Logos war, war die offizielle Bezeichnung weiterhin TMF.
Ab 2008 nahm der Erfolg des Senders stetig ab. So sendete man vom 1. Januar 2011 bis 4. April 2011 nur von 2:00 Uhr bis 15:00 Uhr.
Von 14. Februar 2011 bis zum 4. April 2011 sendete Comedy Central Nederland mit TMF auf diesem Programmplatz von 15.00 Uhr bis 2.00 Uhr. Danach nahm der neue Kindersender Kindernet die Frequenzen von TMF ein, welcher inzwischen selbst wieder eingestellt wurde. Die Verbreitung und die Zukunft von TMF Nederland war lange unklar. Bei Nickelodeon Nederland sendet seit dem 14. Februar 2011 ab 21.00 Uhr die Abendschiene TeenNick. Der Sender war eingestellt worden, die Digitalkanäle folgten diesem Beispiel am 31. Dezember 2011. Gründe dafür sind die unzureichenden Werbeeinnahmen und das fehlende Interesse der Jugend.

#### Moderatoren von TMF Nederland
Moderatoren wie Sylvana Simons, Bridget Maasland, Isabelle Brinkman, Fabienne de Vries, Ruud de Wild, Michael Pilarczyk, Wessel van Diepen und Erik de Zwart verschafften den Sender ein Image und einen größeren Bekanntheitsgrad unter den jungen Leuten. Etwas später kamen dann auch Tooske Breugem, Daphne Bunskoek, Mental Theo, Jeroen Post, Sonja Silva und Renée Vervoorn zum Sender. Im Jahre 2002 verließen viele Video Jockeys (VJ) den Sender und wechselten mit ihren Programmen zum inzwischen entstandenen niederländischsprachigen MTV. Es blieben nur die beiden Moderatoren Jeroen Post und Renée Vervoorn. Doch nur kurze Zeit später verließ auch dieser den Sender. Nach einiger Zeit kamen jedoch alte VJs wie Mental Theo und Jeroen Nieuwenhuize zurück zum Sender. Außerdem kam mit Sylvie Meis auch weibliche Verstärkung. Zu den TMF Awards 2004 startete man eine Aktion unter dem Titel Vote the VJ, wodurch man neue Moderatoren für den Sender holte. 2004 wurde Renate Verbaan zum neuen VJ von TMF gewählt. Kurz danach ging Sylvie Meis und wurde von Miljuschka Witzenhausen ersetzt. Während der TMF Awards 2005 verließen auch die zwei bekannten Moderatoren Jeroen Post und Mental Theo den Sender. Es kamen in den Folgejahren neue Moderatoren wie Nikkie Plessen, Valerio Zeno, Sascha Visser, Saar Koningsberger, Damien Hope, Soumia Abalhaya und Amir Charles zu TMF. Jedoch verließen Miljuschka Witzenhausen und der erst neue Moderator Damian Hope den Sender etwas später.

### TMF Vlaanderen

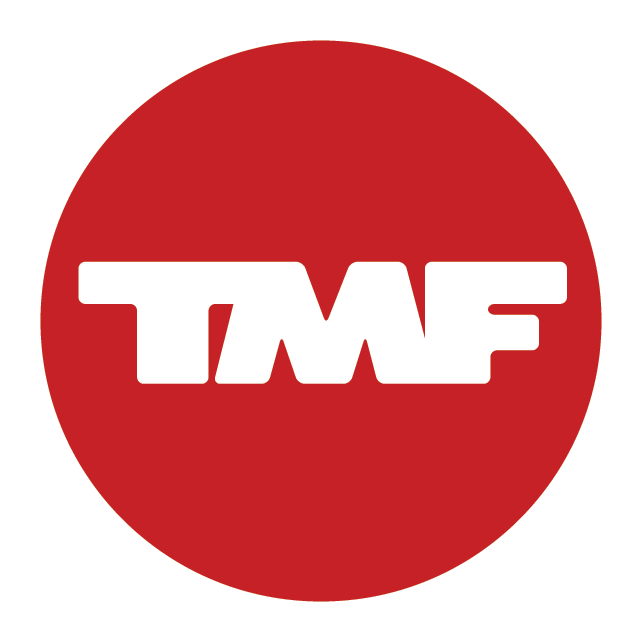
Letztes TMF Vlaanderen-Logo

Logo von Comedy Central Vlaanderen

Nach dem Erfolg von TMF Nederland startete TMF auch in Flandern. Der Sender ging am 3. Oktober 1998 als TMF Vlaanderen auf Sendung.
Vom 1. April 2003 bis zum 15. Februar 2004 sendete Nickelodeon Vlaanderen als Nickelodeon op TMF täglich zwischen 6:00 Uhr und 11:00 Uhr auf TMF sein Programm.
Ab dem 30. März 2007 verwendete man das Logo aus den Niederlanden, welches auch zuletzt noch genutzt wird. Im Gegensatz zu TMF Nederland ist das Logo allerdings in Flandern rot statt schwarz.
Ab dem 12. Januar 2008 gab es zudem TMF Vlaanderen HD.
Ab dem 22. Dezember 2010 sendete TMF, wie auch MTV Vlaanderen im 16:9-Format.
Ab April 2012 wurden keine Sendungen oder Clipstrecken mehr von VJs präsentiert. Auch das Online-Portal TMF Mobile wurde nach 5 Jahren eingestellt.
Ab dem 20. Januar 2014 sendete auf TMF Vlaanderen das Programmfenster Comedy Central Vlaanderen Sendungen zwischen 22:00 Uhr und 0:00 Uhr.
Der Ableger in Flandern wurde schließlich am 1. November 2015 durch einen 24-Stunden-Ableger von Comedy Central ersetzt.

#### TMF Live HD
TMF Live HD war ein Sender, der exklusiv in Flandern Formate von der MTV-Sendergruppe (darunter auch TMF) in HD ausstrahlte. Er startete am 4. Dezember 2007 und wurde im Februar 2009 durch MTVNHD ersetzt. Nachdem der Sender am 1. April 2009 erneut startete, wurde er am 31. Juli 2010 wieder eingestellt.

### TMF UK & Ireland

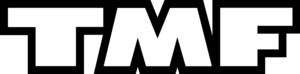
Das Logo von TMF UK & Ireland und TMF Australia

TMF UK & Ireland startete am 31. Oktober 2002. Der Ableger wurde am 26. Oktober 2009 durch den Ableger VIVA UK & Ireland des deutschen Musiksenders VIVA Deutschland ersetzt.

### TMF Australia
TMF Australia war der australische Ableger von TMF, der im April 2007 an den Start ging. In Australien wurde der Ableger am 1. November 2010 durch MTV Hits ersetzt.

## Spartensender
MTV Networks BeNelux betrieb vom 1. Mai 2005 bis zum 31. Dezember 2011 neben dem Standardsender TMF Nederland, auch noch die digitalen Spartensender TMF Dance (elektronische- und Partymusik; gestartet als TMF Party), TMF Pure (HipHop und R&B) und TMF NL (niederländischsprachige Musik). Diese Sender waren jedoch ausschließlich über diverse niederländische Kabelnetze zu empfangen. Außerdem wurde TMF Dance auch in Flandern ausgestrahlt.

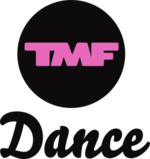
Logo von TMF Dance
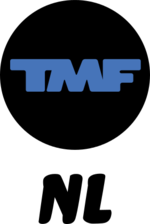
Logo von TMF NL
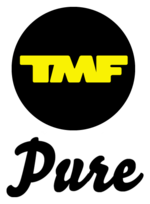
Logo von TMF Pure

## TMF Awards
Ab 1996 veranstaltete TMF Nederland jährlich die TMF Awards. Diese zählten zu einer der wichtigsten Musikpreis-Verleihungen in den Niederlanden. Das Publikum entschied per Voting, wer den Preis in der jeweiligen Kategorie gewinnt.
Auch in Flandern gab es von 1999 bis 2009 die TMF Awards. Eine zukünftige Ausstrahlung war lange Zeit ungewiss, hat aber durch die Einstellung des Senders im November 2015 auch in Flandern keine Zukunft.

## TMF Game Awards
2005, 2006, 2008 und 2009 gab es zudem die TMF Game Awards. Hier wurden unter anderem die Besten Spiele und Besten Spielekonsolen gekürt. Warum es 2007 keine TMF Game Awards gab, ist nicht bekannt.